# Judy Doorman
Anna Everdine Justine (Judy) Doorman (Den Haag, 28 oktober 1951) is een Nederlands actrice.

## Loopbaan
Begin 1983 was Doorman te zien in de film Een zaak van leven of dood, naast onder anderen Derek de Lint, Peter Faber en Gerard Cox. Na gastrollen in Oesters van Nam Kee en Meiden van De Wit speelde ze tussen 2006 en 2007 de rol van modeontwerpster Ineke Groeneveld in de telenovela Lotte. Sinds 2008 is ze elke werkdag te zien als Madge Jansen in de bekroonde jeugdserie SpangaS. Tussendoor speelde ze gastrollen in Gooische Vrouwen, Vuurzee II en Grijpstra & De Gier. In 2010 speelde ze een gastrol in Goede tijden, slechte tijden. Ze speelde Annemiek van Oostrom. Doorman speelde van februari t/m juli 2012 de rol van Flo Manero in de musical Saturday Night Fever van Joop van den Ende Theaterproducties.

## Filmografie
- Een zaak van leven of dood - Cecil Swart (1983)
- Wereld zonder jou (videoclip) (Marco Borsato en Trijntje Oosterhuis) (1997) - Moeder van Trijntje
- Oesters van Nam Kee - Moeder van Thera (2002)
- De Ordening - Moeder van Lisa (2003)
- Meiden van De Wit - Gynaecoloog (Afl. Floor, 2003)
- Lotte - Ineke Groeneveld (2006-2007)
- Gooische Vrouwen - Buurvrouw (2007)
- SpangaS - Madge Jansen (2008-2020)
- Vuurzee II - Echoscopiste (2009)
- S1ngle - Hondentrainer (Afl. Verlatingsangst, 2009)
- SpangaS op Survival - Madge Jansen (2009)
- Floor Faber (2009)
- Goede tijden, slechte tijden - Annemiek van Oostrom (Afl. 4036, 2010)
- Den Uyl en de affaire Lockheed - Mariska Iedenburg (2010)
- De Overloper - Mevrouw Wijnants (2012)
- Danni Lowinski - Date Piotr Lowinski (2013)
- SpangaS in actie - Madge Jansen (2015)
- B.A.B.S. - Moeder op bruiloft (2017)
- Oogappels - Mevrouw Simons (2024)
- Bennie - Tante Riet (2025)